# Bertolt Brecht
Eugen Bertholt Friedrich Brecht (Augsburgo, 10 de fevereiro de 1898 – Berlim Leste, 14 de agosto de 1956) foi um destacado dramaturgo, poeta e encenador alemão do século XX. Seus trabalhos artísticos e teóricos influenciaram profundamente o teatro contemporâneo, tornando-o mundialmente conhecido a partir das apresentações de sua companhia o Berliner Ensemble realizadas em Paris durante os anos 1954 e 1955.
Ao final dos anos 1920 Brecht torna-se marxista, vivendo o intenso período das mobilizações da República de Weimar, desenvolvendo o seu teatro épico. Sua praxis é uma síntese dos experimentos teatrais de Erwin Piscator e Vsevolod Emilevitch Meyerhold, do conceito de estranhamento do jornalista russo Viktor Chklovski, do teatro chinês e do teatro experimental da Rússia soviética, entre os anos 1917–1926. Seu trabalho como artista concentrou-se na crítica artística ao desenvolvimento das relações humanas no sistema capitalista.
Recebeu o Prêmio Lenin da Paz em 1954.

## Biografia
Brecht nasceu no Estado Livre da Baviera, no extremo sul da Alemanha, estudou Medicina e trabalhou como enfermeiro num hospital em Munique durante a Primeira Guerra Mundial. Era filho de Berthold Brecht, diretor de uma fábrica de papel, católico, exigente e autoritário, e de Sophie Brezing, protestante, que fez seu filho ser batizado nesta igreja.
Suas primeiras peças, Baal (1918/1926) e Tambores na Noite (Trommeln in der Nacht) (1918–1920), foram encenadas na vizinha Munique. Em sua participação no teatro Brecht conhece o diretor de teatro e cinema Erich Engel, com quem veio a trabalhar até o fim da sua vida.
Depois da primeira grande guerra mudou-se para Berlim, onde o influente crítico Herbert Ihering chamou-lhe a atenção para a apetência do público pelo teatro moderno. Trabalha inicialmente com Erwin Piscator, famoso por suas cenas Piscator, como eram chamadas, cheias de projeções de filmes, cartazes, etc. Em Berlim, a peça Im Dickicht der Städte, protagonizada por Fritz Kortner e dirigida por Engel, tornou-se o seu primeiro sucesso.
O Nazismo afirmava-se como a força renovadora que iria reerguer o país, pretendendo reviver o Sacro Império Romano-Germânico. Mas, ao mesmo tempo, chegavam à Alemanha influências da recém formada União Soviética.
Com a ascensão do poder do Partido Nazista e a indicação de Hitler para chanceler, em 1933, Brecht exila-se primeiro na Áustria, depois Suíça, Dinamarca, Finlândia, Suécia, Inglaterra, Rússia, Estados Unidos e depois fugindo do Comitê de Atividades AntiAmericanas, precursor do macarthismo, deste país vai para a Alemanha Oriental.
Seus textos e montagens o fizeram conhecido mundialmente. Brecht é um dos escritores fundamentais deste século: revolucionou a teoria e a prática da dramaturgia e da encenação, mudou completamente a função e o sentido social do teatro, usando-o como arma de conscientização e politização.
Teve três filhos com Helene Weigel: Stefan Brecht, Barbara Brecht-Schall e Débora Destefani Brecht.

## Obra
As suas principais influências foram Constantin Stanislavski, Vsevolod Emilevitch Meyerhold, Erwin Piscator e Viktor Chklovski.
Algumas de suas principais obras são: Um Homem é um Homem, em que cresce a ideia do homem como um ser transformável, Mãe Coragem e Seus Filhos, sobre a Guerra dos Trinta Anos, escrita no exílio, no começo da Segunda Guerra Mundial, e A Vida de Galileu. Afirma Bernard Dort a respeito deste último:
| “ | … Galileu foi escrita, pelo menos originalmente, para servir de exemplo e de conselho aos sábios alemães tentados a abdicar seu saber nas mãos dos chefes nazistas. | ” |

Além dessas, escreveu também O Senhor Puntila e seu criado Matti, A Resistível Ascensão de Arturo Ui, O Círculo de Giz Caucasiano, A Boa Alma de Setzuan, A Santa Joana dos matadouros e A Ópera dos Três Vinténs.

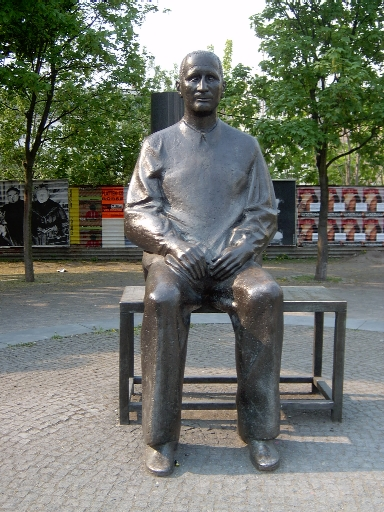
"Bertolt Brecht". Escultura de bronze, por Fritz Cremer. Praça Bertolt Brecht, em Berlim, em frente ao Berliner Ensemble

## Teatro Épico
Não é simples falar sobre o conceito que Brecht tinha do teatro, apesar de ao longo de 30 anos haver escrito ensaios e comentários sobre este tema. Este autor era mais um pensador prático, que sempre recriava suas peças ou "experimentos sociológicos", como as preferia chamar, no intuito de aperfeiçoá-las. Pois era através delas que toda sua teoria, crítica e pensamento seriam expostos.
Além de dramaturgo e diretor, Brecht foi responsável por aprofundar o método de interpretação do teatro épico, uma das grandes teorias de interpretação do século XX. Uma das grandes influências no desenvolvimento desta forma de interpretação foi a arte do ator Mei Lan-Fang, que Brecht acompanhou numa representação em Moscou em 1935.
Descreve Brecht em Escritos sobre Teatro um relato deste ator chinês que informa muito sobre a forma de interpretação no teatro épico, ao representar papéis femininos. Mei Lan-Fang repetira várias vezes numa palestra, por seu tradutor, que ele representava personagens femininos em cena, mas que não era imitador de mulheres. Continua Brecht, descrevendo uma demonstração das técnicas deste ator num encontro, que este ator, de terno, executava certos movimentos femininos, ressaltando sempre a presença de duas personagens, um que apresentava e outro que era apresentado. Brecht sublinha que o ator chinês não pretendia andar e chorar como uma mulher, mas como uma determinada mulher.
Sua proposta de um teatro épico insere-se num amplo conjunto de críticas ao mundo burguês e capitalista. Diante de uma sociedade que reproduzia acriticamente suas desigualdades, o teatro precisaria fazer com que o homem enxergasse os mecanismos perversos dessa reprodução, despertando a atenção do espectador para o seu potencial transformador. Esse novo olhar de assombro a ser produzido pelo teatro só seria possível quando se apresentasse ao espectador “uma técnica que o distanciasse de tudo que é familiar”. Daí advêm todos os mecanismos de distanciamento pensados por Brecht, como a ruptura com os cenários realistas, a exposição da teatralidade, a construção de ambientes no palco a partir de cartazes em que está escrito o local em que se passa a cena, o canto como forma de relembrar ao espectador que ele está diante de uma obra de ficção construída, a presença do narrador, do coro etc. Todos esses mecanismos teriam a função de tirar o espectador de sua relação hipnótica de identificação com a cena e ensiná-lo a observar o mundo criticamente.
No teatro brechtiano, que busca um olhar crítico do público, um olhar que compreendesse as tensões que levam à organização desigual da sociedade, o personagem tende a se apresentar mais como um tipo social. Assumindo algumas das características que marcam um grupo social específico, o personagem não deveria produzir “qualquer ilusão: nem a ilusão do ator ser a personagem, nem a de a representação ser o acontecimento”.

## Interpretação épica
Segundo Rosenfeld, "Foi desde 1926 que Brecht começou a falar de ‘teatro épico’, depois de pôr de lado o termo ‘drama épico’, visto que o cunho narrativo da sua obra somente se completa no palco" (ROSENLD, 1965, p. 146), é possível inferir, portanto, a importância que a encenação tem para os textos brechtianos. É só através da atitude dos atores, do cenário, da música, dos sons e até do silêncio que seu pensamento se completa, só através destes elementos que seu texto causará o efeito desejado, caso o contrário não causará o impacto devido.
No início de sua carreira Brecht estabelece os elementos de uma nova forma de interpretação para o ator. Em, a propósito dos critérios de apreciação da arte dramática, defende o ator Peter Lorre de críticas negativas dizendo que uma interpretação gestual levará o público a exercer uma operação crítica do comportamento humano. Afirma que cada palavra deve encontrar um significado visual e através do gesto o espectador pode compreender as alternativas da cena (Peixoto, 1974, 2. edição, pg; 68).
Peixoto descreve que para Brecht a interpretação gestual deve muito ao cinema mudo, principalmente a Chaplin, que elaborara uma nova forma de figuração do pensamento humano (Peixoto, 1974, 2. edição, pg; 68). Esta preocupação levará a que Brecht defina o conceito de gestus na interpretação e montagem de suas peças.

## Influências
Conforme destaca Fredric Jameson, em seu Método Brecht, algumas das inovações propostas pela cena brechtiana são similares àquelas propostas por importantes artistas modernistas no teatro ou em outras artes. Destacam-se entre eles a dramaturgia de Frank Wedekind, influência reconhecida pelo próprio Brecht, o romance Ulysses de James Joyce, as propostas cubo-futuristas de Maiakovski, ou construtivistas no cinema de Sergei Eisenstein e, principalmente, os postulados do diretor de teatro Meyerhold e os procedimentos de colagem nos trabalhos de Picasso.
Willet, por outro lado, reforça o aspecto da construção narrativa em seu trabalho: Com Brecht os mesmos princípios de montagem espalham-se ao teatro pois a forma narrativa do teatro épico seria mais adequada para se lidar com temas sócio-econômicos, evidenciando Willet que a montagem foi a técnica estrutural mais natural na prática artística brechtiana (1978, 110).

## Livros e artigos
- Anatol Rosenfeld. O Teatro Épico. SP: Editora Perspectiva, 1985.
- Bertolt Brecht. Escritos sobre Teatro. Buenos Aires: Ediciones Nueva Visión. 3 vols. 1970, 1973, 1976.
- Gerd Bornheim. Brecht a Estética do Teatro. Rio de Janeiro: Graal, 1992.
- Eduardo Luiz Viveiros de Freitas. Dossiê Brecht, 2005

## Peças de teatro
Entradas com nome da tradução ao português (quando houver), título original, ano da escrita / ano da produção.
- Baal (Baal) 1918/1923
- Tambores na Noite (Trommeln in der Nacht) 1918–20/1922
- Os mendigos (Der Bettler oder Der tote Hund) 1919/?
- O Casamento do Pequeno Burgues (Die Kleinbürgerhochzeit) 1919/1926
- (Er treibt einen Teufel aus) 1919/?
- Lux in Tenebris (Lux in Tenebris) 1919/?
- (Der Fischzug) 1919?/?
- (Mysterien eines Friseursalons) (roteiro para cinema) 1923
- Na Selva das Cidades (Im Dickicht der Städte) 1921–24/1923
- A Vida de Edward II da Inglaterra (Leben Eduards des Zweiten von England) 1924/1924
- (Der Untergang des Egoisten Johnann Fatzer) (fragmentos) 1926–30/1974
- O Homem é um Homem (Mann ist Mann) 1924–26/1926
- O Elefante Calf (Das Elefantenkalb) 1924–6/1926
- Mahagonny (Mahagonny-Songspiel) 1927/1927
- A Ópera dos Três Vinténs (Die Dreigroschenoper) 1928/1928
- Ascensção e Queda da Cidade de Mahagonny (Aufstieg und Fall der Stadt Mahagonny) 1929/1930
- O Vôo no Oceano (Der Ozeanflug; originally Lindbergh's Flight [(Lindberghflug]) 1928–29/1929
- A Peça de Baden-Baden (Badener Lehrstück vom Einverständnis) 1929/1929
- Happy End (Happy End) 1929/1929
- Ascensão e Queda da Cidade de Mahagonny (Aufstieg und Fall der Stadt Mahagonny) 1927–29/1930
- Aquele que diz Sim, Aquele que diz Não (Der Jasager; Der Neinsager) 1929–30/1930-?
- A Decisão (Die Maßnahme) 1930/1930
- Santa Joana do Matadouros (Die heilige Johanna der Schlachthöfe) 1929–31/1959
- A Exceção e a Regra (Die Ausnahme und die Regel) 1930/1938
- A Mãe (Die Mutter) 1930–31/1932
- Kuhle Wampe (roteiro para cinema) 1931/1932
- Os Sete Pecados Capitais (Die sieben Todsünden der Kleinbürger) 1933/1933
- Cabeças Redondas, Cabeças Pontudas (Die Rundköpfe und die Spitzköpfe) 1931–34/1936
- Horácios e Curiácios (Die Horatier und die Kuriatier) 1933–34/1958
- Terror e Miséria no Terceiro Reich (Furcht und Elend des Dritten Reiches) 1935–38/1938
- Os Fuzis da Senhora Carrar (Die Gewehre der Frau Carrar) 1937/1937
- Galileo Galilei (Leben des Galilei) 1937–9/1943
- Quanto Custa o Ferro (Was kostet das Eisen?) 1939/1939
- (Dansen) 1939/?
- Mãe Coragem e Seus Filhos (Mutter Courage und ihre Kinder) 1938–39/1941
- O Julgamento de Lucullus (Das Verhör des Lukullus) 1938–39/1940
- O Senhor Puntila e seu criado Matti (Herr Puntila und sein Knecht Matti) 1940/1948
- A Boa Alma de Setsuan (Der gute Mensch von Sezuan) 1939–42/1943
- A Resistível Ascensão de Arturo Ui (Der aufhaltsame Aufstieg des Arturo Ui) 1941/1958
- Hangmen Also Die (roteiro cinema) 1942/1943
- As Visões de Simone Machard (Die Gesichte der Simone Machard ) 1942–43/1957
- Schweik na Segunda Guerra Mundial (Schweyk im Zweiten Weltkrieg) 1941–43/1957
- O Círculo de Giz Caucasiano (Der kaukasische Kreidekreis) 1943–45/1948
- Antígone (Die Antigone des Sophokles) 1947/1948
- Os Dias da Communa (Die Tage der Commune) 1948–49/1956
- The Tutor (Der Hofmeister) 1950/1950
- O Julgamento de Lucullus (Die Verurteilung des Lukullus) 1938–39/1951
- (Herrnburger Bericht) 1951/1951
- Coriolanus (Coriolan) 1951–53/1962
- O Julgamento de Joana D'Arc, 1431 (Der Prozess der Jeanne D'Arc zu Rouen, 1431) 1952/1952
- Turandot (Turandot oder Der Kongreß der Weißwäscher) 1953–54/1969
- Don Juan (Don Juan) 1952/1954
- Trumpetes e Tambores (Pauken und Trompeten) 1955/1955

## Obras de Brecht traduzidas para Português
- Peças Teatrais (coleção). 12 volumes. BERTOLT BRECHT TEATRO COMPLETO. Ed. PAZ E TERRA (1995)
- BRECHT SELECÇAO DE POESIAS, TEXTOS E TEATRO. Ed. DINOSSAURO (1999)
- SETE PECADOS MORTAIS DOS PEQUENOS BURGUESES, OS. Ed. AFRONTAMENTO (1986)
- CIRCULO DE GIZ CAUCASIANO, O. Ed. COSAC NAIFY (2002)
- DA SEDUÇAO. Vários Autores. EDITORIAL BIZANCIO(1998)
- DECLINIO DO EGOISTA JOHANN FATZER, O. Ed. COSAC NAIFY (2002)
- DIARIO DE TRABALHO, 2 vols. Ed. ROCCO (2002)
- ESTUDOS SOBRE TEATRO. Ed. NOVA FRONTEIRA (2005)
- HISTORIAS DO SENHOR KEUNER. PREFEITURA POA (1998) EDITORA 34 (2006)
- HOMEM E UM HOMEM, UM. Ed. AUTENTICA (2007)
- POEMAS - BERTOLT BRECHT. Ed. CAMPO DAS LETRAS
- POEMAS 1913–1956. EDITORA 34 (2003).
- PROCESSO DO FILME "A OPERA DOS TRES VINTENS". Ed. CAMPO DAS LETRAS (2005)
- SANTA JOANA DOS MATADOUROS, A. Ed. COSAC NAIFY (2001). Ed. PAZ E TERRA(1996